# Halffterina furculata
Halffterina furculata är en insektsart som beskrevs av Marius Descamps 1975. Halffterina furculata ingår i släktet Halffterina och familjen gräshoppor. Inga underarter finns listade i Catalogue of Life.